# Storia di Filomena e Antonio
Storia di Filomena e Antonio - Gli anni '70 e la droga a Milano è un film per la televisione del 1976 diretto da Antonello Branca.
Girato a Milano, racconta la storia vera di Filomena e Antonio, una coppia di giovani tossicodipendenti, e dei loro problemi nella vita di tutti i giorni.